# Komisja Zdrowia (Senat)
Komisja Zdrowia – stała komisja senacka wydzielona po wyborach parlamentarnych w 2005 roku z wcześniejszej Komisji Polityki Społecznej i Zdrowia. Zajmuje się sprawami promocji zdrowia, profilaktyką, systemem organizacji ochrony zdrowia, bezpieczeństwem zdrowotnym i współpracą z zagranicą w zakresie zdrowia.

## Prezydium komisji Senatu XI kadencji
- Beata Małecka-Libera (KO) – przewodnicząca,
- Agnieszka Gorgoń-Komor (KO) – zastępca przewodniczącej,
- Waldemar Kraska (PiS) – zastępca przewodniczącej.